# De Delft (scheepswerf)

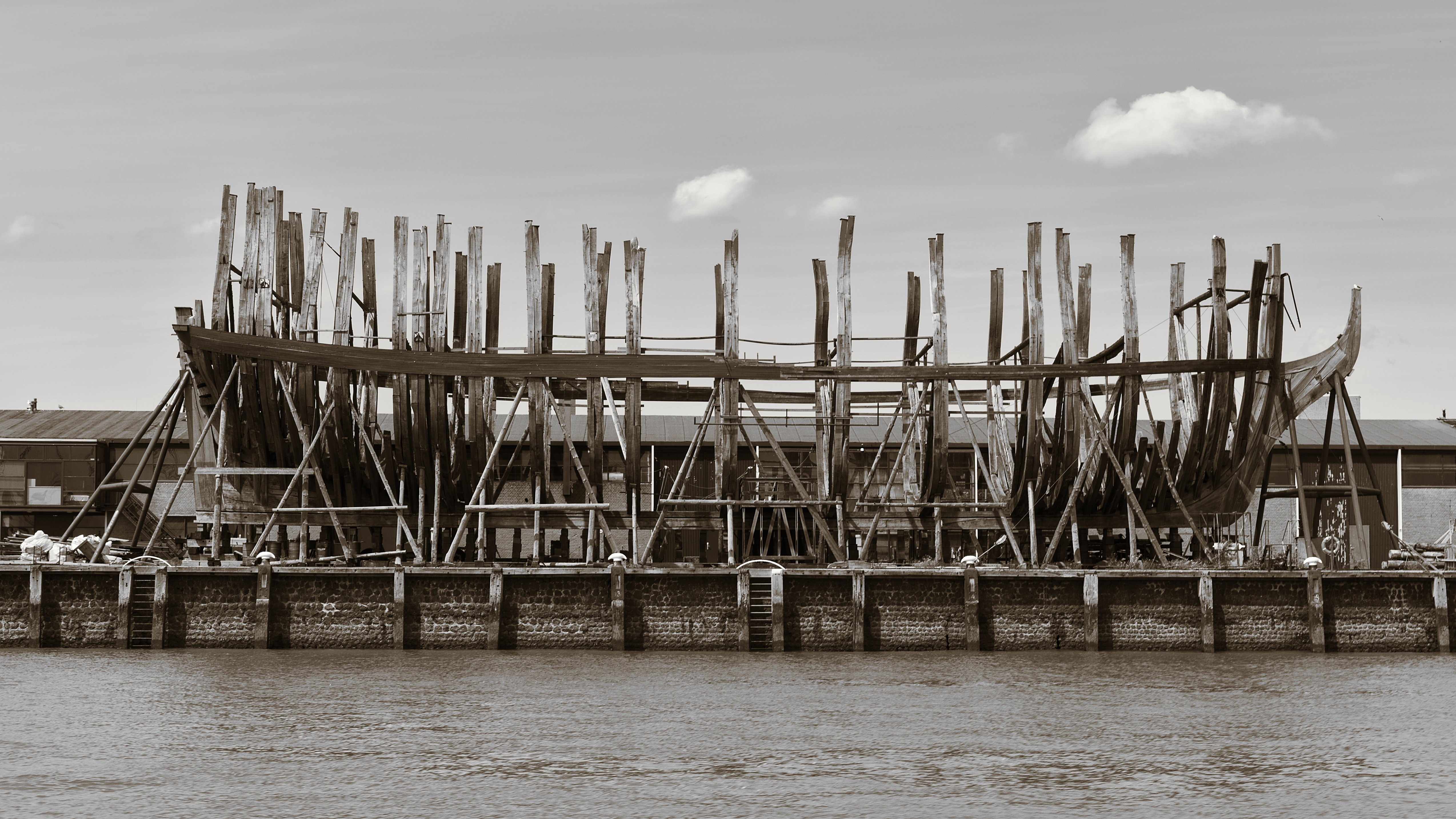
De reconstructie in juli 2019

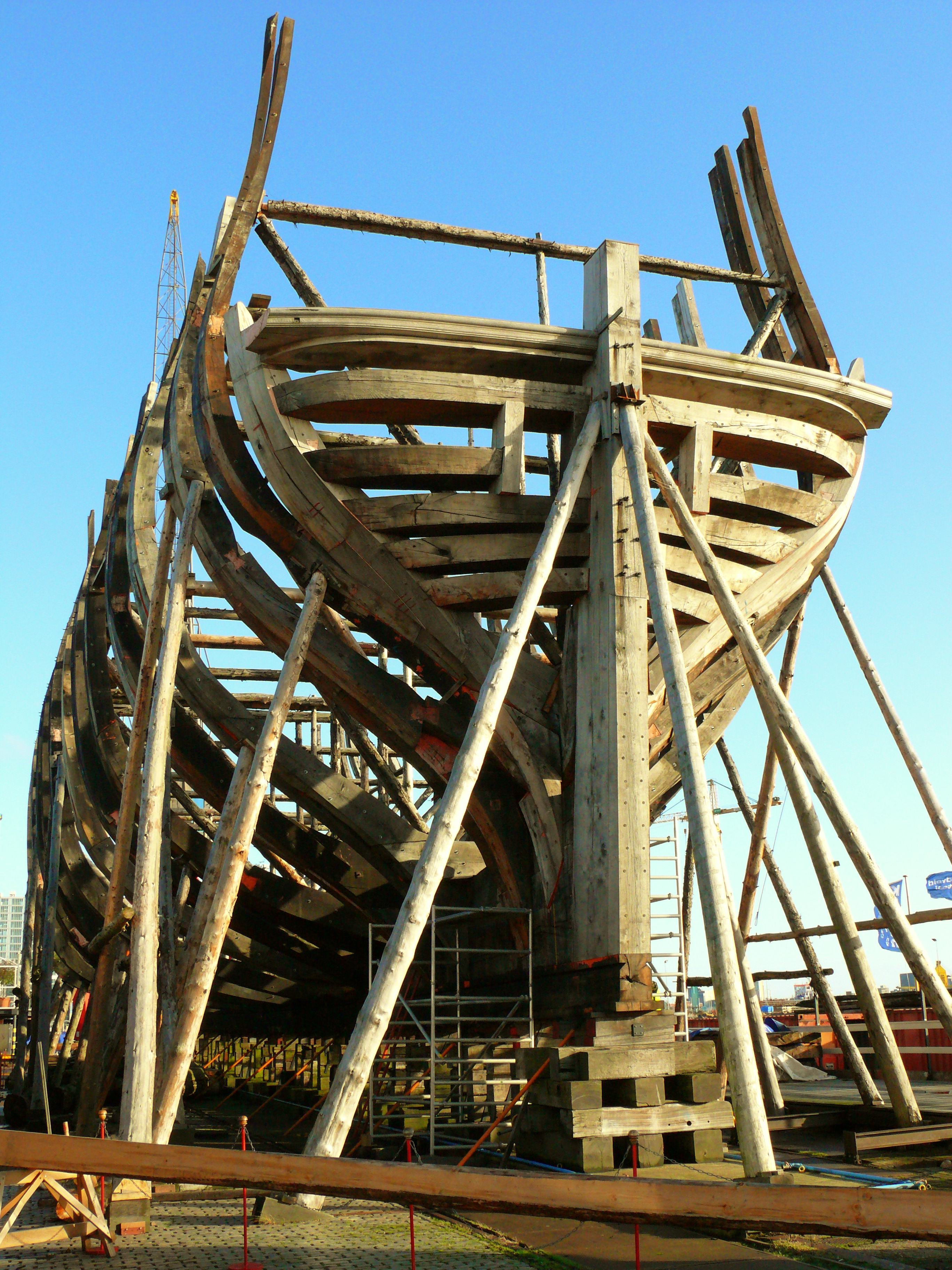
De achtersteven en spanten van de reconstructie van het linieschip 'Delft' (2008)

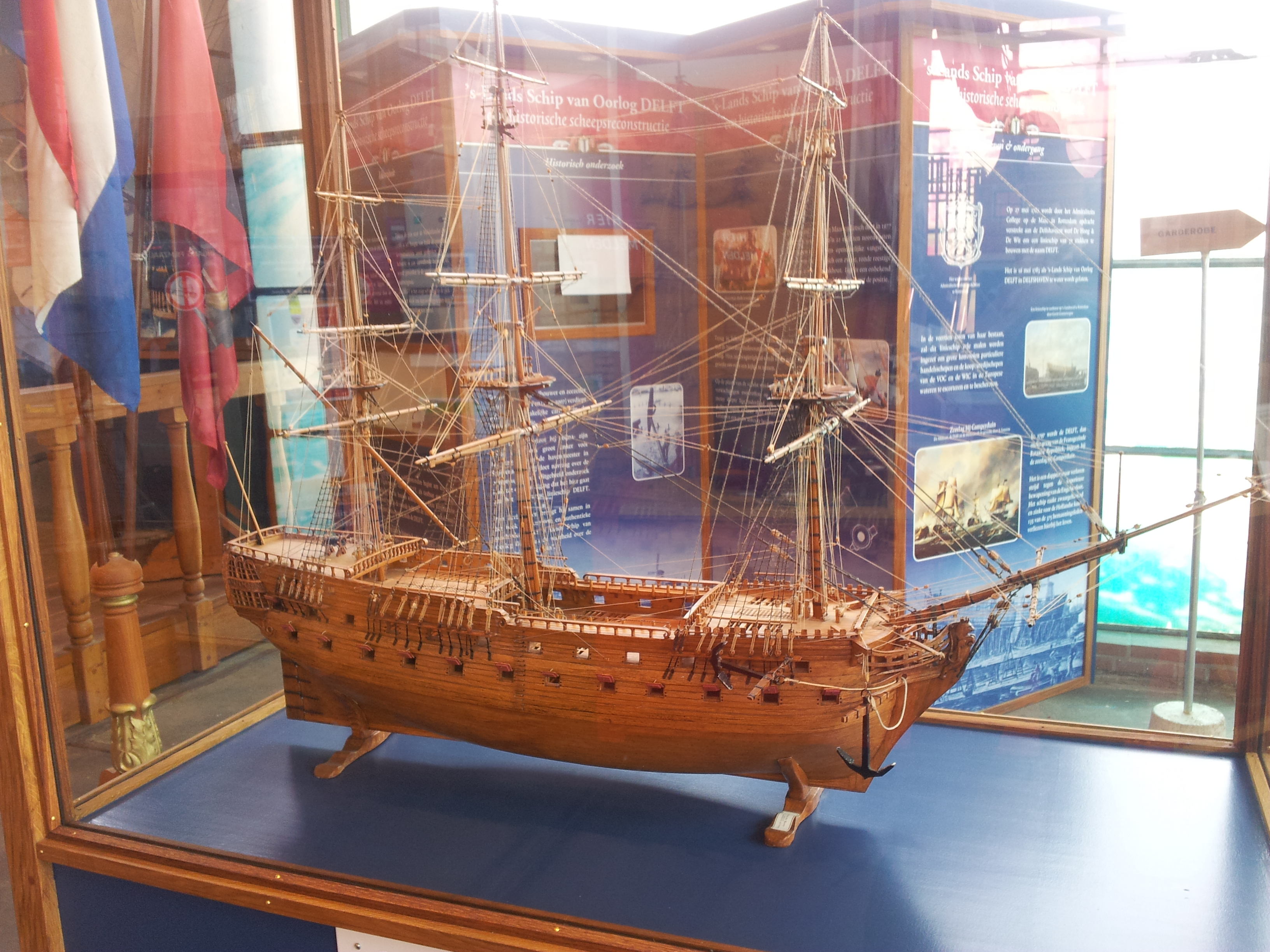
Model van het Linieschip 'Delft'

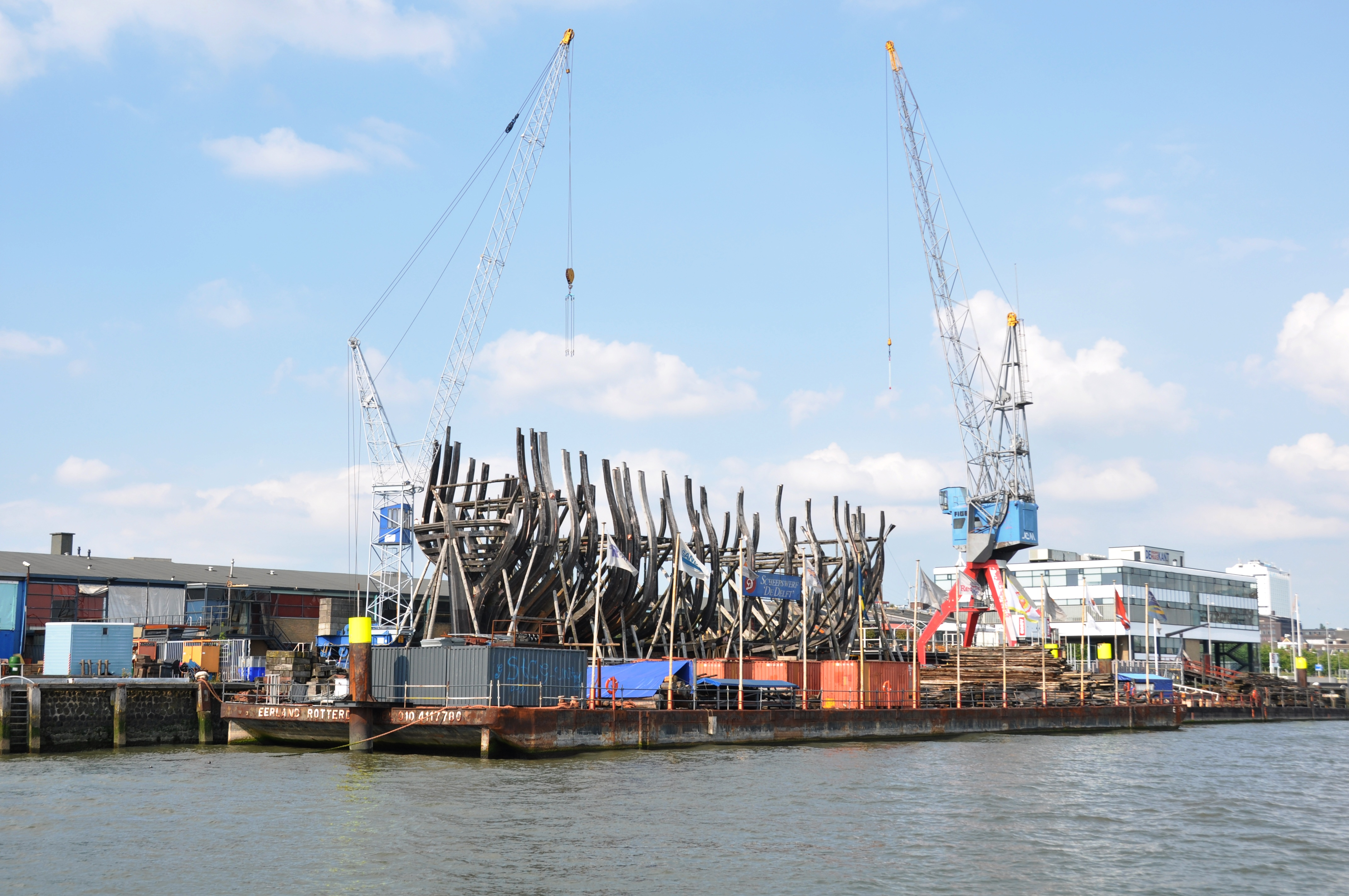
De scheepswerf gezien vanaf de Nieuwe Maas (2010)

Scheepswerf De Delft lag in de Zuid-Hollandse stad Rotterdam-Delfshaven aan de Schiehaven in het Lloydkwartier. Ze werd in 2001 opgericht met als doel een reconstructie te bouwen van het achttiende-eeuwse linieschip Delft. In oktober 2012 veranderde de naam in 'Historische Scheepswerf Rotterdams Welvaren' en in april 2014 in 'Stichting De Delft'. De oude naam was een verwijzing naar de 19e-eeuwse scheepswerf van dezelfde naam aan het Boerengat in Rotterdam van Anthony van Hoboken. Vanaf april 2014 bestond de werf uit een leer/werkbedrijf, een productiebedrijf en een museum. Daarbij was het leer/werkbedrijf de voornaamste inkomstenbron. De gemeente leverde op contractbasis via aanbesteding de leerlingen. Sinds begin 2018 werden geen contracten meer gegund en groeiden de financiële problemen zodanig dat subsidie voor 't eerst sinds 2013 moest worden aangevraagd, die door de gemeente niet werd verleend. Daarom ging op 11 december 2018 de 'Stichting De Delft' failliet en werd op 11 juli 2019 een openbare verkoop gehouden van de volledige inventaris.

## Productiebedrijf
Behalve de bouw van een reproductie van het historische schip Delft vonden op de werf restauraties plaats van historische houten schepen. Ook werden er sloepen gebouwd en houten toebehoren zoals blokken, zijzwaarden en rolpaarden geproduceerd.

## Linieschip 'Delft'
Op 27 mei 1782 werd door het Admiraliteitscollege van de Maze de opdracht verstrekt aan de werf De Hoog & de Wit te Delfshaven om een linieschip van 50 stukken te bouwen met de naam DELFT naar het ontwerp van de Rotterdamse scheepsbouwer Pieter van Zwijndregt.
In 1797 werd de 'Delft' ingezet: bij de zeeslag bij Kamperduin. Tijdens de slag raakte de 'Delft' zwaar beschadigd. Het werd door de Engelsen op sleeptouw genomen als oorlogsbuit, maar het maakte zwaar water. Op zondag 15 oktober 1797 (vier dagen na de zeeslag) omstreeks 02.30 uur 's nachts zonk de 'Delft' in een ruwe zee, een aantal mijlen uit de kust bij Scheveningen.
In 1977 zijn restanten van het wrak teruggevonden. Onder andere een van de ankers en een aantal kanonnen zijn aan wal gebracht door vissers, en liggen nu op het voorterrein van de werf. Nadien zijn er op aanwijzing van de vissers door de Scheveningse duikvereniging 'Sirene' nog talloze voorwerpen geborgen, waarvan er vele ook in het museale gedeelte van de werf zijn tentoongesteld en die hebben geholpen om een beter idee te krijgen over de wijze van scheepsbouw aan het eind van de 18e eeuw. Met een lengte van 63 meter en een hoogte van 57 meter zou het linieschip 'De Delft' een van de grootste replica's ter wereld worden.

## Reconstructie
Om tot een reconstructie van het in 1797 gezonken oorlogsschip te komen werd in 2001 een samenwerkingsovereenkomst gesloten tussen Scheepswerf 'De Delft', het Albedacollege, Sociale Zaken en de gemeentelijke dienst Werkstad. Sindsdien werkten vrijwilligers naast leerlingen van het Albedacollege en deelnemers aan een re-integratieproject samen aan de herbouw van linieschip 'Delft'.
Vanaf 2010 was er ook een samenwerkingsovereenkomst met het RO-bedrijf van de gemeente Rotterdam, waarbij kansarme jongeren in een begeleide opleiding diploma's konden halen in houtbewerking, elektro en het schildersvak. In 2014 is het re-integratiebedrijf FaktorM met de werf samengegaan, met als doel om kansarmen, stagiairs, vrijwilligers en vaklieden een kans te geven om het oorspronkelijke plan van de bouw van de reconstructie van het linieschip 'Delft' om te zetten in een toeristisch interessant, maar ook historisch verantwoord schip, met de beperking dat het geen exacte reconstructie zou kunnen worden omdat daarvoor de financiële middelen ontbraken. Er werd een 'plan 2020' gemaakt, dat ondernemers uit 'het Rotterdamse', onder het motto: 'door en voor Rotterdammers' wilde stimuleren om te participeren in de bouw van een 'maritieme belevingswereld'. Daarbij zou het aanzicht van het schip geen geweld worden aangedaan, maar het interieur aangepast worden waardoor het schip een 'belevings-museum' werd. Tevens kwam er een scholieren-project 'Kruitloper', een scheepskoor en een equipagegroep. Scheepswerf en schip waren opengesteld voor publiek. De werf had naast werkplaatsen een bezoekerscentrum en een museumgedeelte. Ook was er een onafhankelijk partycentrum.
De gemeente Rotterdam verleende in 2018 geen opdrachten meer omdat bij aanbesteding van de contracten de andere aanbieders goedkoper waren. Dus was er ook gebrek aan voortgang. In november 2018 werden de werkzaamheden aan de reconstructie gestaakt en de werf gesloten. Het faillissement van 'Stichting De Delft' werd de maand daarna uitgesproken. De website van de stichting heeft nog tot eind oktober 2019 bestaan.
Juni 2019 heeft een openbare verkoping van de complete inventaris plaats gevonden. Daarbij zijn het casco, het juist gerestaureerde boegbeeld en de barkas, die in aanbouw was, gekocht door de stichting "de Toekomst" in Scheemda. Het casco is begin mei 2022 in delen uiteengenomen en per dieplader naar Scheemda vervoerd, om daar weer te worden opgebouwd

## Bezoek
Een vijftal andere reconstructies heeft de Scheepswerf 'De Delft' bezocht: de in Australië herbouwde Duyfken en HMS Endeavour, de Russische Shtandart, het Statenjacht Utrecht en de Kamperkogge.